# Danh sách thành phố Cộng hòa Dân chủ Nhân dân Triều Tiên

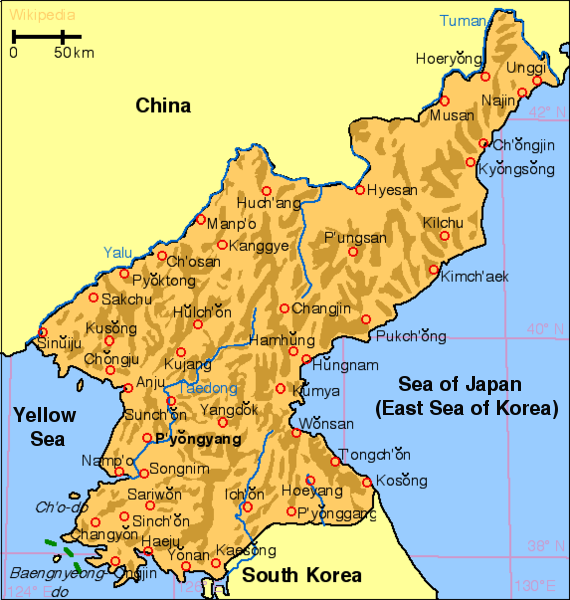
Bản đồ Bắc Triều Tiên

Dưới đây là một danh sách các thành phố tại Cộng hòa Dân chủ Nhân dân Triều Tiên:

## Trực hạt thị
| Tên thành phố | Chosŏn'gŭl | Hanja      | Hán Việt                 | Năm chia tách   | Tỉnh tách ra | Diện tích km² | Dân số (người) | Mật độ dân số | Số khu vực | số huyện | Hình ảnh tiêu biểu |
| ------------- | ---------- | ---------- | ------------------------ | --------------- | ------------ | ------------- | -------------- | ------------- | ---------- | -------- | ------------------ |
| Bình Nhưỡng   | 평양직할시 | 平壤直轄市 | Bình Nhưỡng trực hạt thị | 1946            | P'yŏngan Nam | 2.000         | 3.255.388      | 325,5         | 18         | 1        |                    |
| Rasŏn         | 라선직할시 | 羅先直轄市 | La Tiên trực hạt thị     | 1993-2004, 2010 | Hamgyŏng Bắc | 746           | 205.000        | 275           | 1          | 1        | Bờ biển Rasŏn      |

### Chú ý
- Một vài trực hạt thị trước đây đã tái sáp nhập với các tỉnh cũ, bao gồm Kaesŏng, Ch'ŏngjin, Hamhŭng, và Namp'o.
- Rasŏn đã tái sáp nhập vào tỉnh Hamgyŏng Bắc vào năm 2004, nhưng sau đó lại được thăng cấp trở lại thành trực hạt thị vào năm 2010 để giúp quản lý đầu tư mước ngoài.

## Thành phố thuộc tỉnh
| Tên thành phố | Chosŏn'gŭl | Hanja      | Hán Việt               | Thuộc tỉnh   | Diện tích km² | Dân số năm 2008 (người) | Mật độ  | Khu vực | Phường (dong, động) | Xã (ri, lý) | Hình ảnh tiêu biểu                       |
| ------------- | ---------- | ---------- | ---------------------- | ------------ | ------------- | ----------------------- | ------- | ------- | ------------------- | ----------- | ---------------------------------------- |
| Anju          | 안주시     | 安州市     | An Châu thị            | P'yŏngan Nam | 359           | 240,117                 | 668,8   | -       | 19                  | 14          |                                          |
| Chongjin      | 청진시     | 淸津市     | Thanh Tân thị          | Hamgyŏng Bắc | 275           | 667.929                 | 2.428,8 | 7       | -                   | -           | Cảng Seishin                             |
| Chongju       | 정주시     | 定州市     | Định Châu thị          | P'yŏngan Bắc | 473,2         | 189.742                 | 401     | -       | 14                  | 18          |                                          |
| Haeju         | 해주시     | 海州市     | Hải Châu thị           | Hwanghae Nam | 206,93        | 273.300                 | 1320,7  | -       | 26                  | 58          | Phù Dung đường                           |
| Hamhung       | 함흥시     | 咸興市     | Hàm Hưng thị           | Hamgyŏng Nam | 556           | 768.551                 | 1.382,3 | 7       | -                   | -           |                                          |
| Hoeryong      | 함흥시     | 會寧市     | Hội Ninh thị           | Hamgyŏng Nam | 1.750         | 153.532                 | 87,7    | -       | 19                  | 28          |                                          |
| Huichon       | 희천시     | 熙川市     | Hi Xuyên thị           | Chagang      | -             | -                       | -       | -       | -                   | -           | Nhà máy tại Huichon                      |
| Hyesan        | 혜산시     | 惠山市     | Huệ Sơn thị            | Ryanggang    | 277           | 192.680                 | 695,6   | -       | 25                  |             |                                          |
| Kaechon       | 개천시     | 价川市     | Giới Xuyên thị         | P'yŏngan Nam | 738           | 319.554                 | 433     | -       | 26                  | 11          |                                          |
| Kaesong       | 개성특급시 | 開城特級市 | Khai Thành đặc cấp thị | Hwanghae Bắc | 179,263       | 308.440                 | 1.720,6 | -       | 27                  | 2           | Phố cổ Kaesong                           |
| Kanggye       | 강계시     | 江界市     | Giang Giới thị         | Chagang      | 263.667       | 251,971                 | 955,6   | -       | 34                  | 2           |                                          |
| Kimchaek      | 김책시     | 金策市     | Kim Sách thị           | Hamgyŏng Bắc | 850           | 207.299                 | 243,96  | -       | 22                  | 22          |                                          |
| Kusong        | 구성시     | 龜城市     | Quy Thành thị          | P'yŏngan Bắc | 652,5         | 196.515                 | 301     | -       | 25                  | 18          |                                          |
| Manpo         | 만포시     | 滿浦市     | Mãn Phố thị            | Chagang      | 672,379       | 116.760                 | 173,7   | -       | 11                  | 15          | Một khu vực ngoại thị nhìn từ Trung Quốc |
| Munchon       | 문천시     | 文川市     | Văn Xuyên thị          | Kangwon      | 277,524       | 122.934                 | 442,3   | -       | 16                  | 14          |                                          |
| Nampho        | 남포특별시 | 南浦特別市 | Nam Phố đặc biệt thị   | P'yŏngan Nam | 829           | 366.815                 | 442,5   | -       | 36                  | 15          | Đập chắn trên Hoàng Hải                  |
| Pyongsong     | 평성시     | 平城市     | Bình Thành thị         | P'yŏngan Nam | -             | 284,386                 | -       | -       | 20                  | 14          |                                          |
| Sariwon       | 사리원시   | 沙里院市   | Sa Lý Viện thị         | Hwanghae Bắc | 187,91        | 307.764                 | 1.639   | -       | 31                  | 9           | Cổng chào công viên tại Sariwon          |
| Sinpo         | 신포시     | 新浦市     | Tân Phố thị            | Hamgyŏng Nam | 43            | 152.759                 | 3.552,5 | -       | 16                  | 6           |                                          |
| Sinuiju       | 신의주시   | 新義州市   | Tân Nghĩa Châu thị     | P'yŏngan Bắc | 180           | 359.341                 | 1.996,3 | -       | 49                  | 9           | Cầu biên giới qua sông Áp Lục            |
| Songrim       | 송림시     | 松林市     | Tùng Lâm thị           | Hwanghae Bắc | 64,59         | 128.831                 | 1.994,6 | -       | 19                  | 6           |                                          |
| Sunchon       | 순천시     | 順川市     | Thuận Xuyên thị        | P'yŏngan Nam | 368           | 297.317                 | 807,9   | -       | 21                  | 11          |                                          |
| Tanchon       | 단천시     | 端川市     | Đoan Xuyên thị         | Hamgyŏng Nam | 2.170         | 345.875                 | 159,49  | -       | 39                  | 39          |                                          |
| Tokchon       | 덕천시     | 德川市     | Đức Xuyên thị          | P'yŏngan Nam | 691,5         | 237.133                 | 342,9   | -       | 22                  | 10          |                                          |
| Wonsan        | 원산시     | 元山市     | Nguyên Sơn thị         | Kangwon      | 314,4         | 363.127                 | 1.155   | -       | 45                  | 14          | Wonsan nhìn từ khách sạn Songdowon       |